# 金穿山甲
金穿山甲，又稱金鯪鯉，是台灣台中市南屯區傳說中的靈獸，影響著當地的收成和運勢。

## 傳說
在風水學中，當地為一個「鯪鯉穴」，傳說金穿山甲過去在漢人進入犁頭店當地時，潛入了地底中，當牠在土中鑽動或鑽出地面時，也是在幫助農夫翻土，讓當年的作物可以成長茁壯，而村莊也不會發生災難，並出現許多優秀的人才。
也有說法中穿山甲並非金色，而是普通的穿山甲。

## 民俗
由於金穿山甲到了冬天會冬眠，如果牠沒能在夏天前醒來的話，村莊就會面臨災難，因此當地居民會在端午節時敲打鍋盆製造聲響來吵醒地底的金穿山甲的習慣。原先這只有從小規模的賽跑活動，而到了1980年代擴大舉辦，並加入木屐競走的比賽，用力跺地製造聲響，俗稱「穿木屐、躦鯪鯉」。

## 現代研究
「躦鯪鯉」的競走活動最早並非來自漢人，而是當地平埔族的成年禮「走標」，後來才因為被漢人融入、並與風水信仰中的「鯪鯉穴」結合，成為今日的金穿山甲傳說。